# Ruth Sacks
Ruth Sacks (27 settembre 1977) è un'artista sudafricana di base a Parigi.
Lavora principalmente con l'installazione e la performance..

## Lavoro
Il lavoro di Ruth Sacks si rifà spesso alla finzione e alla storia, come commentario ai differenti contesti in cui lavora. La sua attuale attività è basa su di una meticolosa ricerca; s'interessa del linguaggio e delle sue possibili interpretazione errate. Le installazioni, gli interventi pubblici e i testi che produce dichiarano influenze disparate..

## Mostre
Ha partecipato a diverse mostre a livello internazionale; tra queste .ZA giovane arte dal Sudafrica, Palazzo delle Papesse a Siena (2008), e la 52a Biennale di Venezia, Padiglione Africano (2007). Tra le esibizioni più recenti figurano “Open Studio” presso Galerie Cortex Athletico di Bordeaux, Francia (2007) e “Double-sided Accumulated” presso Extraspazzio (January 2010). Vive attualmente in Belgio, dove fa parte del programma di studio dell'HISK (Higher Institute for Fine Arts).